# Site antique d'Eysses
Site antique d'Eysses, nommé Excisum à l'époque gallo-romaine, est un lieu situé à 1,5 km du centre-ville de Villeneuve-sur-Lot en Lot-et-Garonne. La zone de fouille la plus visible aujourd'hui est à 100 mètres au nord de l'église Saint-Sernin dont les anciens bâtiments contiguës étaient une abbaye bénédictine du IXe siècle, puis tour-à-tour école, puis prison.

## Historique

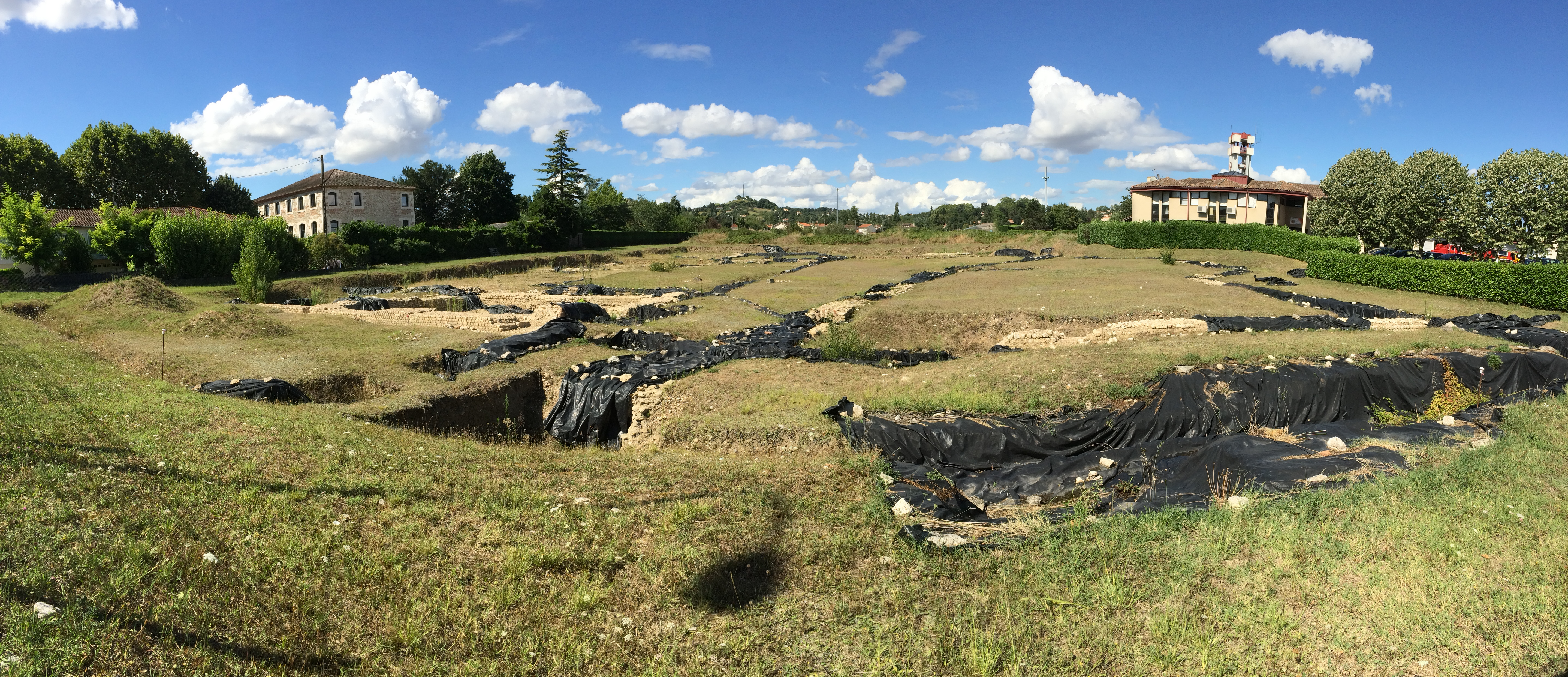
Site de fouilles le 8 août 2017.

Pour J.-R. Marboutin, l'origine du nom de la cité est ad excisum fluvium, c'est-à-dire, à la coupure de la rivière.
Le site a été occupé dès le IIe siècle av. J.-C. sur le territoire des Nitiobroges au croisement de routes protohistoriques.
La cité romaine d'Excisum a été construite entre le règne de Tibère et celui de Hadrien au croisement de deux routes :
- route nord-sud reliant Aginnum (Agen) et Vesunna (Périgueux), se continuant vers Argentomagus (Argenton-sur-Creuse),
- route est-ouest entre Divona (Cahors) et Burdigala (Bordeaux).

Le nom de la cité se trouve sur la table de Peutinger et l'itinéraire d'Antonin.
Deux inscriptions funéraires antiques signalent la présence de soldats des troupes auxiliaires, ce qui a accrédité l'existence d'un camp romain installé au début de l'Empire. La découverte ultérieure d'un dépotoir clos au début de l'époque flavienne, contenant plus d'une centaine d'objets militaires (pièces de harnachement pour chevaux, armes de fantassins), a renforcé cette hypothèse, mais aucun vestige d'un camp n'a été découvert sur le site, ce qui permet d'avancer d'autres hypothèses explicatives : 
- présence d'un petit poste de garnison qui n'avait pas l'importance d'un camp légionnaire,
- existence d'une statio du cursus publicus gardée par quelques soldats,
- absence de soldats sur le site, et activité d'ateliers fabricant du matériel pour l'armée

Le site forme une agglomération avec en son centre un ensemble monumental dont on peut voir un vestige en élévation en forme de tour circulaire construite en petit appareil constituant un mur de 1,1 m d'épaisseur, avec un diamètre intérieur d'environ 11 m et une hauteur subsistante d'environ 10 m. Cet édifice a été d'abord été rapproché par Georges Tholin de celui de la tour de Vésone, faisant de celle-ci un reste de fanum.
On y voit, grâce aux fouilles, l'abside d'une curie. Devant le bâtiment de la curie où se rassemblaient les magistrats chargés de l'administration du vicus, des galeries de boutiques étaient édifiées autour d'une cour au centre de laquelle se trouvait un temple dédié à Mars. À l'extrémité de ces portiques se trouvaient des pavillons nord et sud reliés par des murs. Devant se trouvait le forum se terminant à l'est par un exèdre. Cet ensemble est un des dix plus vastes sanctuaires de la Gaule romaine[réf. nécessaire].
La cité devait occuper une superficie de 50 hectares.
La cité dépérit progressivement à partir du IIIe siècle, probablement à la suite des premières invasions germaniques.

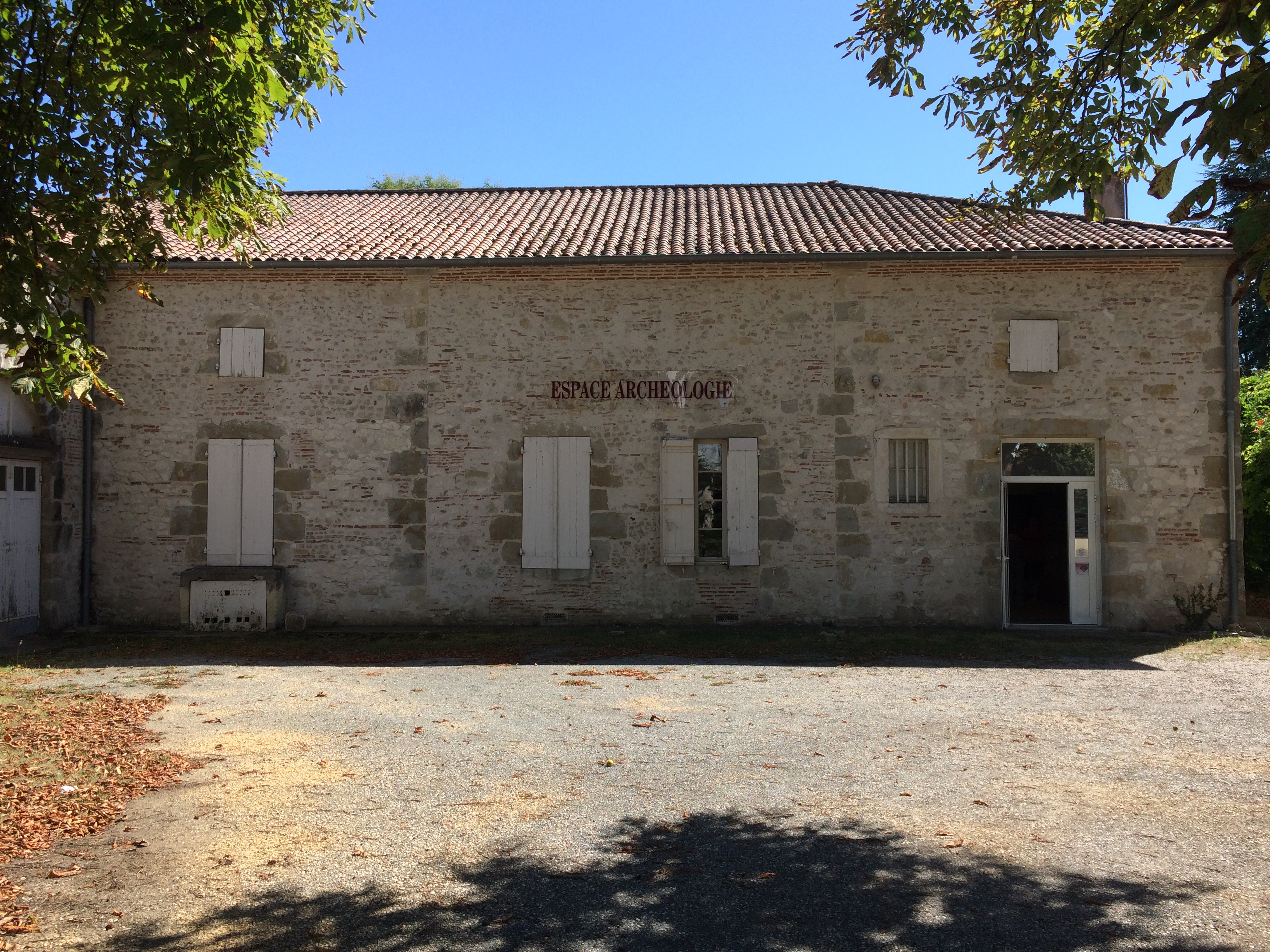
Musée.

Des fouilles de sauvetage ont été organisées en 1971 par Jean-François Garnier avec des bénévoles de la Société archéologique et historique de Villeneuve-sur-Lot à 200 mètres de la tour d'Eysses, à l'emplacement prévu pour l'implantation d'un hôpital. D'autres campagnes de recherches des mêmes équipes ont mis au jour des ateliers de forgerons bronziers, un atelier d'artisan sur os, des céramiques communes et sigillées, des monnaies du Haut-Empire confirmant la période d'activité de la cité antique.
D'autres campagnes de fouilles ont été organisées en 2013 et 2014 à la demande des élus de Villeneuve-sur-Lot.
Les pièces intéressantes découvertes au cours de ces fouilles sont exposées dans un espace muséal placé dans l'ancien presbytère de l'église Saint-Sernin.
La tour romaine d'Eysses a été inscrite au titre des monuments historiques le 7 janvier 1926, le site du vicus antique d'Eysses a été inscrit le 21 mai 1997.